# Bathygnathia japonica
Bathygnathia japonica is een pissebed uit de familie Gnathiidae. De wetenschappelijke naam van de soort is voor het eerst geldig gepubliceerd in  door Shimomura,M., Ohta, S. & Tanaka, K. 2008.